# Bang Goes the Knighthood
 (avril 2017).
Si vous disposez d'ouvrages ou d'articles de référence ou si vous connaissez des sites web de qualité traitant du thème abordé ici, merci de compléter l'article en donnant les références utiles à sa vérifiabilité et en les liant à la section « Notes et références ».
Albums de The Divine Comedy
Victory for the Comic Muse
(2006) Foreverland
(2016)
Singles
1. At the Indie Disco
Sortie : 24 mai 2010
2. I Like
Sortie : 10 août 2010

Bang Goes the Knighthood est le dixième album du groupe de pop orchestrale The Divine Comedy, mené par l'auteur-compositeur-interprète nord-irlandais Neil Hannon, sorti en 2010.

## Liste des titres
Toutes les chansons sont écrites et composées par Neil Hannon.
| 1.    | Down In The Street Below     | 5:08 |
| 2.    | The Complete Banker          | 3:43 |
| 3.    | Neopolitan Girl              | 2:50 |
| 4.    | Bang Goes The Knighthood     | 2:48 |
| 5.    | At The Indie Disco           | 3:18 |
| 6.    | Have You Ever Been In Love   | 3:10 |
| 7.    | Assume The Perpendicular     | 4:06 |
| 8.    | The Lost Art Of Conversation | 4:01 |
| 9.    | Island Life                  | 4:38 |
| 10.   | When A Man Cries             | 3:54 |
| 11.   | Can You Stand Upon One Leg   | 3:32 |
| 12.   | I Like                       | 3:48 |
| 45:01 |                              |      |

Disque bonus - Édition limitée
Reprises de neuf chansons enregistrées au cours d’un concert donné à la Cité de la musique (Paris) en septembre 2008, parues dans une édition limitée double CD (dont disque bonus).
| 1.    | Amsterdam                     | Jacques Brel                                                   | 3:33 |
| 2.    | L'amour est bleu              | André Popp, Pierre Cour                                        | 3:25 |
| 3.    | Poupée de cire, poupée de son | Serge Gainsbourg                                               | 3:13 |
| 4.    | Les Play-Boys                 | Jacques Dutronc, Jacques Lanzmann                              | 3:25 |
| 5.    | The Songs That We Sing        | Jarvis Cocker, Jean-Benoît Dunckel, Neil Hannon, Nicolas Godin | 3:02 |
| 6.    | Les Copains d'abord           | Georges Brassens                                               | 3:56 |
| 7.    | Anita Pettersen               | Vincent Delerm                                                 | 4:55 |
| 8.    | Joe le taxi                   | Franck Langolff, Étienne Roda-Gil                              | 4:24 |
| 9.    | Je changerais d'avis          | Ennio Morricone, Ghigo de Chiara, Maurizio Costanzo            | 3:39 |
| 33:36 |                               |                                                                |      |

| 13. | Ya Sumeera                | 2:38 |
| 14. | Beside the Railway Tracks | 2:57 |
| 15. | The Circular Firing Squad | 2:50 |
| 16. | Napoleon Complex          | 4:19 |

Toutes les chansons sont écrites et composées par Neil Hannon).
| 1.  | Assume The Perpendicular (Alternate Version)               | 4:08 |
| 2.  | On The Barge (Demo)                                        | 4:09 |
| 3.  | At The Indie Disco (Demo 1)                                | 3:12 |
| 4.  | Girl Overboard                                             | 4:17 |
| 5.  | Bang Goes The Knighthood (Alternate Version)               | 1:58 |
| 6.  | Beside The Railway Tracks                                  | 2:56 |
| 7.  | Have You Ever Been In Love (Alternate Version)             | 3:33 |
| 8.  | Oh Christina                                               | 3:36 |
| 9.  | Ya Sumeeria                                                | 2:37 |
| 10. | Down In The Street Below (Demo)                            | 4:53 |
| 11. | Island Life (Demo)                                         | 3:24 |
| 12. | The Bitter End                                             | 3:55 |
| 13. | When A Man Cries (Demo)                                    | 3:51 |
| 14. | The Loneliest Man In The World                             | 4:17 |
| 15. | The Circular Firing Squad                                  | 2:48 |
| 16. | At The Indie Disco (Demo 2)                                | 3:26 |
| 17. | What's Wrong With You (Alternate Lost Art Of Conversation) | 3:41 |
| 18. | I Like (Alternate Version)                                 | 3:31 |

## Crédits

### Membres du groupe
- Neil Hannon : chant, guitares
- Thomas Walsh : guitare acoustique, chant (invité)
- Tosh Flood : guitare électrique, chant (invité)
- Cathy Davey : batterie, chant (invité)
- Tim Weller : batterie
- Ian Watson : accordéon
- Charlotte Glasson : saxophone, flûte
- Lucy Wilkins : violon
- Simon Little : basse (CD1)
- John Evans : guitare (CD2)
- Andrew Skeet : claviers (CD2)
- Orchestre : Millennia Ensemble
- Direction et arrangements d'orchestre : Andrew Skeet

### Équipes technique et production
- Production : Neil Hannon
- Ingénierie : Fergal Davis (CD1)
- Mastering : Geoff Pesche
- Mixage : Bill Somerville-Large, Guy Massey
- Adaptation française (CD2) : Françoise Hardy, Jacques Lanzmann
- Enregistrement : Fergal Davis
- Enregistrement (additionnels et assistants) : Ross Martin, Richard Woodcraft
- Enregistrement (arrangements d'orchestre) : Guy Massey

### Anecdote
La chanson The Circular Firing Squad comprend un extrait de Trans-Europe Express de Kraftwerk.